# Хесус Иглесиас
Хесус Иглесиас (на испански: Jesús Iglesias) е бивш аржентински пилот от Формула 1. Роден е на 22 февруари 1922 година в Пергамино, Аржентина.

## Формула 1
Хесус Иглесиас дебютира във Формула 1 през 1955 г. в Голямата награда на Аржентина, в световния шампионат на Формула 1 записва 1 участия като не успява да спечели точки. Състезава се за отбора на Гордини.